# Cocksucker Blues
Cocksucker Blues é um documentário inédito dirigido pelo fotógrafo Robert Frank, narrando a turnê americana dos Rolling Stones de 1972 em apoio ao álbum Exile on Main St.

## Produção
Havia muita expectativa para a chegada da banda aos Estados Unidos, já que eles não visitavam o país desde o desastre de 1969 no Altamont Free Concert, no qual um fã foi esfaqueado e espancado até a morte pelos Hells Angels e o incidente foi filmado.  Nos bastidores, a turnê incorporava libertinagem, luxúria e hedonismo.
O filme foi rodado no estilo cinéma vérité, com várias câmeras disponíveis para qualquer pessoa da comitiva pegar e começar a filmar. Isso permitiu que o público do filme testemunhasse festas nos bastidores, uso de drogas (Mick Taylor é visto fumando maconha com alguns roadies e Mick Jagger é visto cheirando cocaína nos bastidores), de roadies e groupies e os Stones com suas guardas baixas. Uma cena inclui uma groupie em um quarto de hotel injetando heroína.

## Destino
O filme veio sob uma ordem judicial que o proibia de ser exibido a menos que o diretor, Robert Frank, estivesse fisicamente presente. Esta decisão surgiu do conflito que surgiu quando a banda, tendo encomendado o filme, decidiu que seu conteúdo era embaraçoso e potencialmente incriminador, e não queria que fosse exibido. Frank sentia o contrário, daí a decisão.
De acordo com Ray Young, "apesar do título salgado, sua nudez, agulhas e hedonismo eram supostamente incriminadores e o filme foi arquivado - isso durante um clima liberal que viu nomes como Cry Uncle! e Chafed Elbows passarem nos cinemas da vizinhança."  Deep Throat foi lançado no mesmo ano. Um filme-concerto dos Rolling Stones, Ladies and Gentlemen: The Rolling Stones, foi lançado em vez disso, e Cocksucker Blues foi arquivado indefinidamente.
A ordem judicial em questão também proibiu Frank de exibir Cocksucker Blues com mais frequência do que quatro vezes por ano em um "ambiente de arquivo" com a presença de Frank. Frank apresentou pessoalmente uma dessas raras exibições do filme em 23 de fevereiro de 1988 no Boston's Cinema 57 em Park Square em conjunto com a promoção do lançamento naquela semana de seu novo filme, Candy Mountain.
Outras exibições incluíram o Metropolitan Museum of Art em Nova York em 3 de outubro de 2009 (o curador Jeff Rosenheim, apresentando o filme, mencionou que Robert Frank estava "no prédio", mas apontou que o prédio tinha mais de 190.000 m2), o Museu de Arte Moderna de Nova York em novembro de 2012 como parte de um festival de duas semanas, "The Rolling Stones: 50 Years on Film", a Cinemateca de Cleveland em 15 de novembro de 2013, o Chuck Jones Theatre durante o Festival de Cinema De Telluride de 2015 e o International Documentary Film Festival Amsterdam (IDFA) em Roterdão, Holanda como parte de uma retrospectiva de Robert Frank, com a presença de Frank.

## Na Cultura Popular
A quarta seção da obra prima de Don DeLillo, Underworld, é intitulada Cocksucker Blues. A música/filme dos Stones é mencionada na narrativa dessa seção.